# Axel Lange (företagare)
Axel Mauritz Lange, född 11 december 1882 i Uddevalla, död 9 mars 1965 i Partille kommun, var en svensk affärsman.
Axel Lange var son till direktören Emil Georg Lange och kusin till Erik Lange och Thorvald Lange. Efter studier vid Uddevalla läroverk och vid Chalmers tekniska instituts lägre avdelning blev han 1902 medarbetare i familjeföretaget E. G. Lange AB i Uddevalla och 1925 dess VD. Han tillhörde de ledande inom Uddevallas näringsliv, var ordförande i styrelsen för Svenska handelsbankens lokalavdelning, vice ordförande i Värmlands, Dalslands och Bohusläns handelskammare, styrelseordförande i Uddevalla trafik AB och Uddevalla kafé AB, styrelseledamot och huvudman för Uddevalla sparbank och var vice ordförande i Uddevalla köpmannaförening och ordförande i Bohus sjöassuransförening. Han var även kommunalpolitiskt aktiv, stadsfullmäktig 1927–1934 och ledamot av flera kommunala nämnder. Under första världskriget var han först föreståndare för Göteborgs och Bohus läns vedbyrå och sedan chef för bränslekommissionens byrå i Bohuslän, och innehade även motsvarande roll under andra världskriget. Lange var även aktiv inom landstormsrörelsen. Han är begravd på Norra kyrkogården i Uddevalla.